# Saint-Gand
Saint-Gand és un municipi francès situat al departament de l'Alt Saona i a la regió de Borgonya - Franc Comtat. L'any 2017 tenia 137 habitants.

## Demografia
El 2007 la població era de 130 persones. Hi havia 52 famílies, en 59 habitatges (51 habitatges principals, quatre segones residències i quatre desocupats).

## Economia
El 2007 la població en edat de treballar era de 78 persones, 62 eren actives i 16 eren inactives. El 2007 hi havia una empresa de construcció, una empresa de comerç i reparació d'automòbils. i un guixaire pintor.